# Ильюшино (Калининградская область)
Ильюшино — посёлок в Багратионовском районе Калининградской области. Входит в состав Гвардейского сельского поселения.

## География
Населённый пункт расположен менее чем в 1 км к юго-западу от Тишина, ближайшего населённого пункта района.

## История
На месте поселения в прошлом существовали два населённых пункта, которые относились к Натангии, исторической области, завоёванной Тевтонским орденом.
Впервые населенный пункт Бёнкайм упоминается под 1451 годом в качестве имения семейства фон Эппинген, позднее был собственностью семьи фон Риппе, в 1687-1736 годах - семьи Альбрехтов, после которых до 1772 года принадлежал Фольбрехтам. В 1790 году владельцем Бёнкайма значился подполковник фон Бёк, в 1800 году - фон Левальдт.
В 1871 году в Бёнкайме насчитывалось 26 хозяйств, в которых проживал 121 человек. В конце XIX века Бёнкайм стал собственностью генерал-лейтенанта Георга фон Калькштайна, владельца усадьбы в Ромиттене.
В 1910 году население Бёнкайма составляло 86 жителей, в 1933 году - 343 жителя, в 1939 году - 398 жителей.
Поселение Йоханнисберг было основано в XVII веке, впервые в церковных книгах упоминается в 1733 году. В 1885 году в поселении в двух домах проживало 25 человек. В 1927 году Йоханнисберг в качестве фольварка вошел в состав Бёнкайма.
В 1945 году по исходе Второй мировой войны передан в состав РСФСР - СССР, ныне в составе России как правопреемницы СССР. В 1946 году Бёнкайм был переименован в поселок Ильюшино.

## Население
| 2002 | 2010 |
| ---- | ---- |
| 101  | ↗104 |